# Bier in Frankrijk

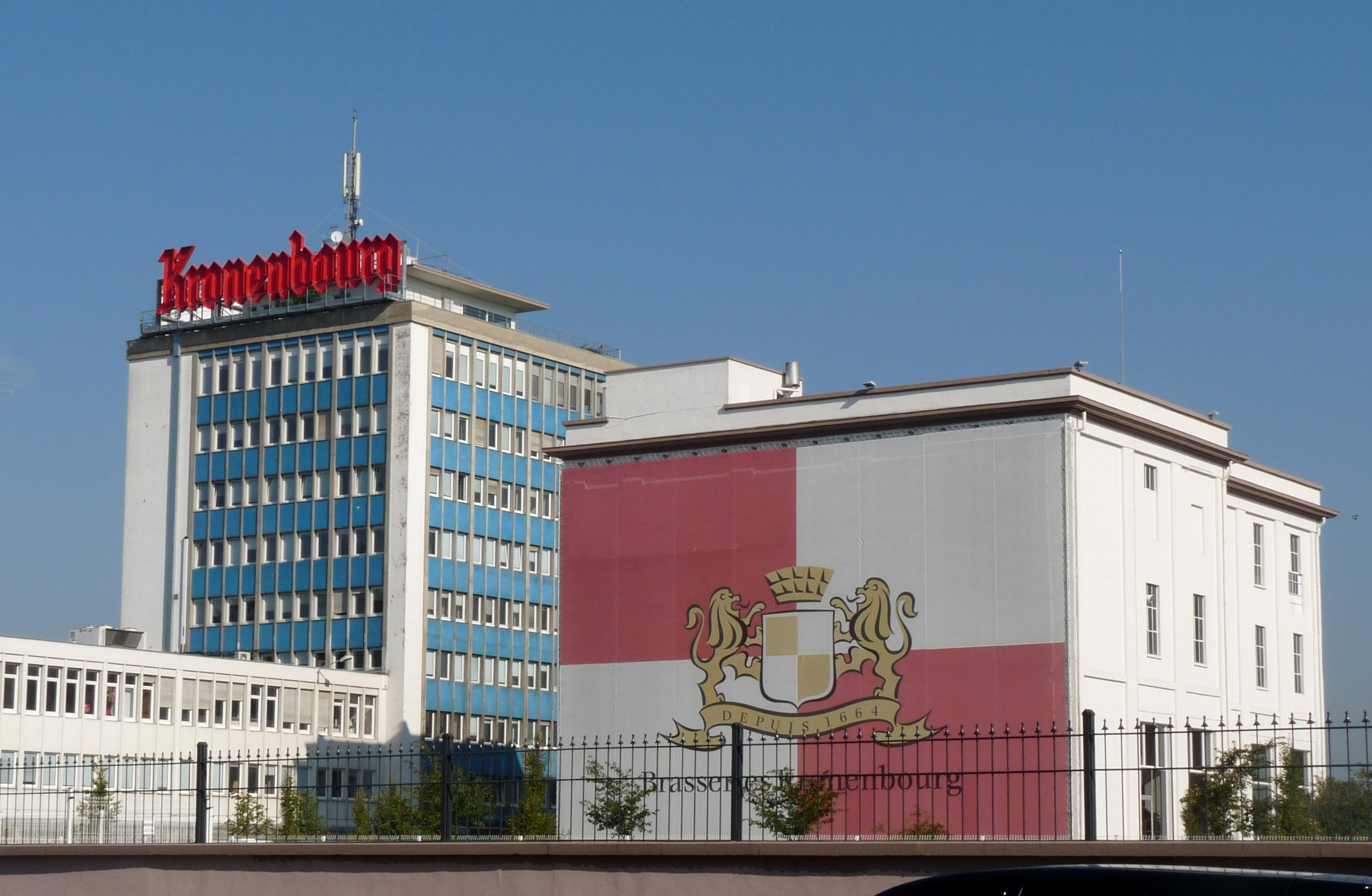
De Kronenbourg brouwerij in Straatsburg

Hoewel in de eerste plaats een wijnland, wordt er steeds meer bier in Frankrijk gedronken. Het meeste bier in Frankrijk is afkomstig uit massaproductie: een paar grote brouwerijen heeft 90% van de markt in handen, die wordt gedomineerd door pilseners. Desalniettemin kent het land ook eigen biertypes, zoals de bière de la garde van hoge gisting. In de laatste jaren heeft het land ook steeds meer microbrouwerijen zien ontstaan.

## Biercultuur
In de loop van de 20e eeuw is de interesse in bier in Frankrijk snel afgenomen. Hier is een aantal factoren voor aan te wijzen. Enkele van de redenen hiervoor zijn het sluiten van de kolenmijnen in het noorden en de daaropvolgende leegloop van dat gebied, een belangrijke afzetmarkt en de twee wereldoorlogen waarbij de installaties van brouwerijen om werden gesmolten tot ammunitie.
Desalniettemin kent de bierconsumptie in Frankrijk de laatste decennia weer een opleving. Jonge mensen drinken meer bier dan wijn of sterkedrank. Desondanks kampt Frans bier in eigen land met een imagoprobleem: vele Fransen hebben meer waardering voor Belgisch bier dat ze als van betere kwaliteit beschouwen, en daarnaast wordt bier gezien als te alledaags om bij een goede maaltijd te kunnen drinken.
Hauts-de-France en de Elzas zijn in het bijzonder regio's waar meer bier wordt geproduceerd en geconsumeerd.
In de 21e eeuw begon de interesse voor ambachtelijk gebrouwen bier in Frankrijk te stijgen. In 1985 waren er in heel Frankrijk nog slechts 22 bierbrouwerijen. In 2010 waren dit er reeds meer dan 300 en eind 2014 reeds 680. In 2014 kwamen er 90 ambachtelijke brouwerijen bij. Toch blijft de bierconsumptie er in vergelijking met andere Europese landen zeer laag: Frankrijk staat op dit gebied op de voorlaatste plaats.

## Cijfers 2013
- Bierproductie: 15.491.000 hl
- Export: 6.103.000 hl
- Import: 6.196.000 hl
- Bierconsumptie: 19.421.000 hl
- Bierconsumptie per inwoner: 30 liter
- Actieve brouwerijen: 580[2]

## Brouwerijen
De Franse bierproductie is meer dan in andere Europese landen in de handen van slechts een paar grote brouwerijen, waarvan een aantal in buitenlands bezit is. De belangrijksten zijn: 
- Carlsberg, eigenaar van de Kronenbourg brouwerij, marktleider met meerdere merken.
- Heineken, met verschillende merken die worden gebrouwen in verschillende brouwerijen, waaronder L'espérance in Schiltigheim en de Pelforthbrouwerij in Mons-en-Barœul.
- Karlsberg (niet te verwarren met de Carlsbergbrouwerij uit Denemarken), met als voornaamste merk Karlsbräu.

De grootste onafhankelijke brouwerijen:
- Brasserie de Saint-Omer, Sint-Omaars
- Brasserie Goudale, Arques (Pas-de-Calais)

## Biermerken
Hieronder een lijstje van de belangrijkste biermerken op de Franse markt met hun marktaandeel tussen februari 2013 en februari 2014:
| Merk         | Brouwer   | Marktaandeel |
| ------------ | --------- | ------------ |
| Kronenbourg* | Carlsberg | 17,5%        |
| Heineken     | Heineken  | 17,4%        |
| 1664         | Carlsberg | 11,1%        |
| Leffe        | AB InBev  | 7,7%         |
| Desperados   | Heineken  | 5,1%         |
| Pelforth     | Heineken  | 2,9%         |
| 33 Export    | Heineken  | 2,8%         |
| Grimbergen   | Carlsberg | 2,4%         |
| Bavaria      | Bavaria   | 2,0%         |
| Hoegaarden   | AB InBev  | 1,9%         |

* Het gaat hierbij om alle varianten van Kronenburg tezamen. De normale Kronenburg pilsner van 4,2° alleen heeft een marktaandeel van 14,3%, waardoor Heineken Pilsener de meest verkochte variant van het land is.